# HD 50554
HD 50554 är en ensam stjärna belägen i den mellersta delen av stjärnbilden Tvillingarna. Den har en skenbar magnitud av ca 6,84 och kräver åtminstone en handkikare för att kunna observeras. Baserat på parallaxmätning inom Hipparcosuppdraget på ca 33,4 mas, beräknas den befinna sig på ett avstånd på ca 98 ljusår (ca 30 parsek) från solen. Den rör sig närmare solen med en heliocentrisk radialhastighet på ca -4 km/s.

## Egenskaper
HD 50554 är en gul till vit stjärna i huvudserien av spektralklass F8 V. Den har en massa och en radie som är ungefär de samma som solens och har ca 1,4 gånger solens utstrålning av energi från dess fotosfär vid en effektiv temperatur av ca 6 000 K.

## Planetssystem
År 2001 tillkännagavs en jätteplanet av European Southern Observatory, som upptäckts genom metoden för mätning av radiell hastighet. Upptäckten bekräftades 2002 genom observationer med Lick- och Keckteleskopen.
| Planet | Massa           | Halv storaxel (AE) | Siderisk omloppstid (d) | Excentricitet | Inklination | Radie |
| ------ | --------------- | ------------------ | ----------------------- | ------------- | ----------- | ----- |
| b      | ≥4,46 ± 0,48 MJ | 2,28 ± 0,13        | 1 224 ± 12              | 0,444 ± 0,038 | -           | -     |